# Pirene (nàiade)
|  | Per a altres significats, vegeu «Pirene». |

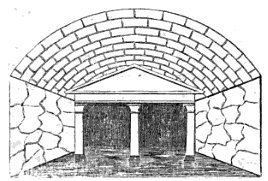
La font de Pirene segons Göttling

Segons la mitologia grega, Pirene (en grec antic: Πειρήνη) va ser una nàiada filla del déu-riu Asop, o bé d'Aqueloos, també un fill d'Oceà o Gea, i fins i tot d'Èbal, fill de Cinortes.
Va unir-se a Posidó i va ser mare de dos fills, Leques i Cèncrias, els herois epònims dels dos ports de Corint. Però Àrtemis va matar involuntàriament el seu fill Cèncrias, i Pirene, amb un profund dolor, va posar-se a plorar tan intensament, que es va transformar en la font de Pirene, a l'acròpolis la ciutat de Corint. Els corintis havien construït un petit santuari al costat on deixaven coques de mel en temps de sequera i al començament de l'estiu. En aquesta font, consagrada a les muses, va ser on Bel·lerofont va trobar el cavall Pegàs.
Pausànias diu que la font es troba dins dels murs de l'acròpolis: «la font, que està darrere del temple, diuen que va ser el regal d'Asop a Sísif. Sísif sabia que Zeus havia raptat Egina, filla d'Asop, però es va negar a donar informació al déu abans que aquest no regalés un brollador a Acrocorint».